# Rhodanthe corymbiflora
Rhodanthe corymbiflora là một loài thực vật có hoa trong họ Cúc. Loài này được (Schltdl.) Paul G.Wilson miêu tả khoa học đầu tiên năm 1992.